# Besztercebányai egyházmegye
A besztercebányai egyházmegye (szlovákul: Banskobystrická diecéza, latinul: Dioecesis Neosoliensis) a latin rítusú katolikus egyházhoz tartozó egyházmegye Szlovákiában. Védőszentje Xavéri Szent Ferenc, székesegyháza a besztercebányai Xavéri Szent Ferenc-székesegyház. Egyházmegyei szemináriuma a besztercebányai Xavéri Szent Ferenc szeminárium. Az egyházmegye a Pozsonyi főegyházmegye szuffragáneus egyházmegyéje.

## Terület

Szlovákia egyházmegyéi 2008-tól

## Történelem
Még az egyházmegye létrejötte előttről tudjuk, hogy területén a 13. és 14. században 62 plébánia alakult. A reformáció idejében a terület nagy részén protestánsok működtek. Csak a Rákóczi-szabadságharc után vált ismét a területen dominánssá a katolicizmus. 1776. március 13-án hozta létre az esztergomi főegyházmegye egy részéből Mária Terézia javaslatára VI. Piusz pápa a Romanus Pontifex bullájával. Püspöki székesegyháza az egykori jezsuita templom lett, melynek védőszentje lett az egyházmegye védőszentje is.
Az első világháború alatt a Szentszék joghatósága alá helyezték, addig az esztergomi főegyházmegye egyháztartományába tartozott. 1977. december 30. óta a Pozsony-Nagyszombati főegyházmegye egyháztartományába tartozik. A 2008-as átszervezésig az egyházmegye kiterjedése 5 424 km², összesen 110 plébániája volt.
2008-tól 16 espereskerülete van.

## Szervezet

### Az egyházmegyében szolgálatot teljesítő püspökök
| Fénykép | Név, beosztás                          | Születési helye, ideje                   | Kinevezés dátuma                                                                              |
| ------- | -------------------------------------- | ---------------------------------------- | --------------------------------------------------------------------------------------------- |
|         | Marián Chovanec besztercebányai püspök | Trencsén, 1957. szeptember 16. (67 éves) | nyitrai segédpüspöknek kinevezve: 1999. július 22. besztercebányai püspök: 2012. november 20. |

### Területi beosztás

#### Espereskerületek 2008-ig

A besztercebányai egyházmegye espereskerületei 2008-ig

- Bajmóc
- Besztercebánya – székesegyház
- Besztercebánya – város
- Breznóbánya
- Garamszentkereszt
- Gyetva
- Privigye
- Újbánya
- Simony
- Turócszentmárton
- Znióváralja
- Zólyom
- Zólyomlipcse

#### Espereskerületek 2008-tól
- Besztercebánya
- Bajmóc
- Divékrudnó (plébániák: Papszabadi, Nyitranovák, Keselőkő)
- Garamszentkereszt
- Gyetva
- Hontnémeti
- Ipolyság
- Léva (plébániák: Léva - város, Bát, Csejkő, Hontnádas, Hontnádas, Kereskény, Vámosladány, Szántó, Zsember, Garamújfalu, Hontbesenyőd, Bakabánya)
- Nagykürtös
- Privigye
- Selmecbánya
- Simony
- Turócszentmárton (plébániák: Turócszentpéter, Valcsa)
- Újbánya
- Zólyom
- Zólyomlipcse

## Statisztika
| Év   | Lakosság | Katolikusok | Katolikusok aránya | Plébániák | Egyházmegyés papok | Szerzetes papok | Papok együtt | Szerzetesek | Szerzetes-nővérek |  |
| ---- | -------- | ----------- | ------------------ | --------- | ------------------ | --------------- | ------------ | ----------- | ----------------- |  |
| 1949 | 312 350  | 231 078     | 74,0%              | 120       | 195                | 28              | 223          | 66          | 309               |  |
| 1969 | 442 696  | 320 000     | 72,3%              | 104       | 125                | 10              | 135          | 10          | 104               |  |
| 1980 | 532 149  | 383 078     | 72,0%              | 120       | 113                | 7               | 120          | 7           | ?                 |  |
| 1990 | 567 602  | 399 285     | 70,3%              | 120       | 124                | ?               | 124          | ?           | ?                 |  |
| 2000 | 606 680  | 327 586     | 54,0%              | 116       | 111                | 48              | 159          | 111         | 121               |  |
| 2003 | 586 422  | 362 008     | 61,7%              | 117       | 164                | 59              | 223          | 91          | 284               |  |

## Szomszédos egyházmegyék
- Nyitrai egyházmegye (délnyugat)
- Zsolnai egyházmegye (észak)
- Rozsnyói egyházmegye (kelet)
- Egri főegyházmegye (délkelet)
- Váci egyházmegye (dél)